# シン・シャル・イシュクン
シン・シャル・イシュクン（Sîn-šarru-iškun、在位：前627年頃 - 前612年）は、古代メソポタミア地方の新アッシリア帝国の王である。アッシュル・エティル・イラニの兄弟。治世初期にシン・シュム・リシルの反乱を鎮圧したが、勃興した新バビロニア帝国の進撃を食い止めることができず、首都ニネヴェでメディアと新バビロニアの連合軍に包囲され（ニネヴェの戦い）、おそらくここで戦死した。
シン・シャル・イシュクンの名前は楔形文字では、Sîn-šar-iškun、またはSîn-šarru-iškunであり、「シン神が我を王となし給う」を意味する。

## 概要
必ずしも武力によるものではないと見られるが、彼が兄弟から王位を継承した状況は不明瞭である。即位後すぐに軍司令官のシン・シュム・リシルが王位を狙って反乱を起こした。シン・シャル・イシュクンはこれを比較的速やかに鎮圧したが、この反乱で政権が不安定になったことがバビロニアにおける空位期間と合わさり（シン・シャル・イシュクンとシン・シュム・リシルは共に公式にバビロンの王であることを宣言していなかった）出自不明の人物ナボポラッサルによるバビロニアでの権力確立を可能にしたのかもしれない。何年も討伐を繰り返したにもかかわらず、シン・シャル・イシュクンはナボポラッサルを打倒することができず、ナボポラッサルが地位を固め、1世紀に渡るアッシリアの支配から独立して新たに新バビロニアを興すことを許した。
新バビロニア王ナボポラッサルと新たに成立したメディアの王キュアクサレス2世はその後、アッシリアの中核地帯（アッシュルの地）へと侵攻した。前614年にキュアクサレス2世はアッシリアの儀式・宗教の中心地であるアッシュル市を占領して残酷に略奪し、前612年には新バビロニアとメディアの連合軍がアッシリアの首都ニネヴェを攻撃して破壊した。その後のシン・シャル・イシュクンの運命はわからないが、ニネヴェでの戦いで死亡したものと推定される。恐らく息子であるアッシュル・ウバリト2世が王位を継ぎ、ハッラーンでアッシリアの残存兵力を再編した。
シン・シャル・イシュクンが王であった時代にアッシリアは破滅的な滅亡を迎えたが、成功を手にしていた前任の軍人王たちに能力的に劣っていたことを示すものは何もない。彼はそれまでの王たちと同じ戦略を採用し軍を合理的かつ戦略的に運用し、全く伝統的なアッシリアの戦い方で戦っていたと思われる。アッシリアの運命を決定づけたのは500年にわたり外敵の侵入を受けていなかったアッシリア本国を防衛する計画を欠いていたこと、そして単にアッシリアを征服することではなく完全に破壊することを目的とする敵に直面したことであった。

## 背景

### 編年
アッシリアの壮烈な滅亡の結果として、アッシリア王アッシュルバニパルが死去する数年前から前612年のニネヴェの陥落までの時代は、明らかに残存史料が不足している。『アッシュルバニパルの年代記』はその治世を復元するための一級の史料であるが、前636年までの情報しかない。アッシュルバニパルの治世最後の年として前627年がしばしば採用されるが、これはハッラーンで発見された1世紀近く後の新バビロニア王ナボニドゥスの母が作らせた碑文に依っている。アッシュルバニパルが生きて統治をしていたことを示す最後の同時代史料はニップル市で作成された前631年の契約書である。証明された彼の後継者たちの治世期間と合致させるため、大半の学者は前631年にアッシュルバニパルが死亡したか退位した、あるいは追放されたという見解に同意している。そして前631年の死亡・退位・追放という3つの可能性のうち、死亡したとする見解が最も受け入れられている。もしアッシュルバニパルの治世を前627年まで延ばした場合、後継者であるアッシュル・エティル・イラニとシン・シャル・イシュクンによる碑文がバビロン市に数年分あることが説明不可能となる。バビロン市は前626年に新バビロニア王ナボポラッサルに占領されており、以後、アッシリア王が碑文を残すことはできなかった。そして、バビロン市はその後、二度とアッシリアの手に戻ることはなかった。
アッシュルバニパルは早くも前660年には後継者を定め、王太子（恐らくアッシュル・エティル・イラニ）を指名する文書を書き残した。アッシュルバニパルの治世の早い段階で1人、または2人の王子が生まれていた。この年長の王子たちが恐らくアッシュル・エティル・イラニとシン・シャル・イシュクンである。アッシュル・エティル・イラニは前631年にアッシュルバニパルから王位を継承し、前627年に死亡した。シン・シャル・イシュクンがアッシュル・エティル・イラニと王位を争ったという想像が頻繁に行われるが、これを裏付ける史料は何もない。
シン・シャル・イシュクンはかつて誤ってエサルハドン2世と呼ばれたことがあった。これはシン・シャル・イシュクンの祖父エサルハドンの娘シェルア・エテラトの書いた手紙から来ていた。編年と各人物の関係は不確かであり、シェルア・エテラトは有名なエサルハドンの娘とするには年齢が若すぎると考えられていた。アッシリア学者たちは19世紀末にはエサルハドン2世という王が存在したという説を捨て去っていたが、時にシン・シャル・イシュクンを指してエサルハドン2世という名前が用いられることがある。

### アッシリアとバビロニア
前7世紀半ば、新アッシリア帝国は中東全域を支配していた。強力な常備軍、そして洗練された政府機構によって、アッシリア人はそれまでの歴史に類を見ない、高度に組織化された大帝国を構築することに成功していた。南のバビロニアもかつては強大な王国であったが、内紛と常備軍の欠如ゆえに基本的にはアッシリアよりも弱体であった。バビロニアの住民は異なる価値観と目標を持つ様々な民族集団に分かれていた。キシュ、ウル、ウルク、ボルシッパ、ニップル、そしてバビロン自体のような大半の都市を古来からのバビロニア人が支配していたが、しばしば互いに小競り合いを繰り返す首長たちによって率いられたカルデア人の諸部族が最南部の大部分を支配していた。アラム人は定住地帯の周縁に居住し、周囲の領域を略奪することで悪名高かった。これら主要な3つのグループの内紛のために、バビロニアはしばしばアッシリアにとって魅力的な遠征先となっていた 。前14世紀の中アッシリア時代にアッシリアが台頭して以来、両国は競り合い続け、前8世紀にはアッシリアが一貫して優位を手にした。バビロンの内的・外的な弱さにより、前729年にはアッシリア王ティグラト・ピレセル3世がバビロンを征服した。
アッシリアが大帝国へと拡大する間、アッシリア人は様々な近隣諸王国を征服し、属州として併合するか、あるいは属国へと変えていった。アッシリア人はバビロンの長い歴史と文化を崇拝していたため、バビロンは任命された属王による統治かアッシリア王の兼任による同君連合のいずれかによる支配という形で、完全な王国としての形態が残された。アッシリアとバビロンの関係は後の時代のギリシアとローマの関係に似たものであった。アッシリア文化、文学、伝統の多くはバビロニアから導入されたものであった。アッシリアとバビロニアはまた、同じ言語（アッカド語）を共有していた。両国の関係はある意味では感情的なものであり、新アッシリア時代の碑文では両者を男女に見立ててアッシリアを「夫」、バビロンを「妻」という比喩で表現している。アッシリア学者エッカート・フラーム（Eckart Frahm）の言葉によれば「アッシリア人はバビロンを愛していたが、同時に彼女を支配したがっていた」。アッシリア人はバビロンを文明の源として尊敬していたが、政治的問題においては受動的であり続けることを期待しており、アッシリアの「花嫁たるバビロニア」は繰り返しこれを拒否していた。
前8世紀と前7世紀を通じて、戦争による暴力的な征服からアッシリア王あるいはその代理人（しばしばアッシリア王の息子または兄弟がこれを担当した）による支配まで、アッシリア人は様々な戦略を持ってバビロニアの臣民を鎮撫しようと務めた。バビロニアの都市住民を宥めることにはある程度成功していたが、アラム人やカルデア人を手なずけることはできず、機会を捉えては彼らは繰り返し反乱を起こした。バビロニアの分離を認めるには経済的にも戦略的にもあまりに重要であると見なされ、この地域を維持するために多大な努力が費やされたが、アッシリア人が行ったどのような試みも、最終的には反乱と内戦へとつながっていった。アッシリアが長期に渡ってバビロニアを制御することは不可能であったことが示されているため、現代の研究者はこれを「バビロニア問題（Babylonian problem）」と呼んでいる。

## 統治

### 王位継承とシン・シュム・リシルの反乱
前627年の半ば、アッシュルバニパルの息子で後継者として王位にあったアッシュル・エティル・イラニが死亡し、兄弟であるシン・シャル・イシュクンがアッシリア王位についた。何人かの歴史学者がアッシュル・エティル・イラニがシン・シャル・イシュクンのクーデターによって死亡したと述べているが、これを証明する史料は存在しない。シン・シャル・イシュクンの複数の碑文が、彼は「同等者」（例えば彼の兄弟など）たちの中から神々によって王に選ばれたと述べている。
また、アッシュル・エティル・イラニが死亡したのと概ね同じ頃、アッシリアの属王としてバビロンの王位にあったカンダラヌが死亡した。このためシン・シャル・イシュクンはバビロンの王にも即位した。このことはニップル、ウルク、シッパル、そしてバビロン市自体など、バビロニアの諸都市に彼が残した碑文によって証明されている。シン・シャル・イシュクンによるバビロンの支配は長くは続かず、彼がバビロン王位に就いてからほとんど間を置かずに将軍シン・シュム・リシルが反乱を起こした。シン・シュム・リシルはアッシュル・エティル・イラニの治世においてアッシリアの重要人物として権勢を誇っており、いくつもの反乱を鎮圧し、恐らく「事実上の」アッシリアの支配者であった。新たな王の即位が彼の地位を脅かした可能性があり、彼は反乱を起こして権力を掌握しようとしたのかもしれない。シン・シュム・リシルは宦官であり、アッシリア王位を主張した歴史上唯一の宦官であった。政治的野望を持たないと思われていたため一般に宦官は信頼されており、シン・シュム・リシルの試み以前には宦官の反乱の可能性が懸念されることはなかった。
シン・シュム・リシルはニップル市やバビロン市など北部バビロニアの都市の占領と支配に成功したが、3ヶ月後にシン・シャル・イシュクンによって破られた。両者とも支配権を行使したが、シン・シャル・イクシュンもシン・シュム・リシルも公的にバビロン王を名乗ったことはない（「アッシリア王」の称号のみを用いた）。これは、バビロニアにおいてある種の空位期間があったことを意味する。それにもかかわらず、一般的に現代の歴史学者はシン・シュム・リシルとシン・シャル・イシュクンをバビロニア王の一覧に含めており、古代の『バビロニア王名表』も同様である。

### 新バビロニアの勃興

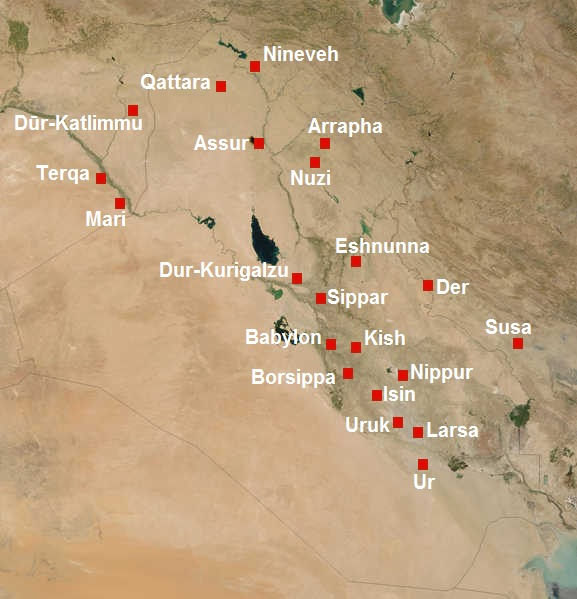
メソポタミアの有力な都市の位置

シン・シュム・リシルの反乱の数ヶ月後、バビロンで別の反乱が発生した。ナボポラッサル（ナブー・アパル・ウツル）と呼ばれる役人または将軍が、恐らくはシン・シュム・リシルの反乱による混乱とバビロニアにおける空位 に乗じる形で、ニップル市とバビロン市を攻撃した。ナボポラッサルの軍勢はシン・シャル・イシュクンが現地に残していた守備隊からバビロニアの諸都市を奪取したが、シン・シャル・イシュクンの対応は迅速で、前626年10月にはアッシリア軍がニップル市を奪還しウルクでナボポラッサルを包囲すると同時にバビロン市の再占領（これはバビロン市に対してアッシリアが歴史上最後に取った行動となる）にも取り掛かった。しかし、バビロン市への攻撃はナボポラッサルの守備隊によって撃退され、ウルクへの攻撃も同様に失敗した。
アッシリア軍による反撃失敗の余波の中で、ナボポラッサルは前626年11月22/23日にバビロン王に即位し、独立したバビロニア王国を再建した。前625年から前623年にかけて、シン・シャル・イシュクンの軍勢は再度ナボポラッサルの打倒を試みて北部バビロニアに遠征を行った。当初は順調に進み、前625年にシッパル市を占領するとともに、ナボポラッサルによるニップル市の再占領を阻止した。この争いの最中に、アッシリアの別の属国エラムはアッシリアへの貢納を打ち切り、デール市などいくつかのバビロニアの都市がナボポラッサルの反乱に加わった。これが引き起こす脅威を認識していたシン・シャル・イシュクンは自ら大軍を率いて反撃を行い、前623年にウルクの奪還に成功した。
前622年にアッシリアの西方の属州で、別のアッシリアの将軍による反乱が発生した。これがなければシン・シャル・イシュクンは最終的に勝利を収めていたかもしれない。この名前不明の将軍はシン・シャル・イシュクンとアッシリア軍が留守にしている隙にニネヴェへと攻め上った。新たに編成された急造の軍隊は会敵すると戦うことなく降伏し、アッシリアの王位はこの将軍に奪われた。軍隊が降伏した事実は、この将軍がアッシリア人であり、恐らくは王族であるか少なくともそれに近しい（王と認められるほど）高い地位を持った人物であったことを示している。当然のことながら、この事態の進展をシン・シャル・イシュクンが放置しておくことは不可能であり、彼はバビロニア遠征を放棄することになった。100日間の内戦の後、この僭称者を撃破することに成功したが、アッシリア軍が退去したことによってナボポラッサルはアッシリアが最後にバビロニアに残していた前哨地を前622年から前620年にかけて征服した。バビロニア軍によるウルク包囲は前622年10月に始まった。アッシリアと新バビロニアの間で争奪が繰り返されたこの古代都市ウルクは、前620年までには完全にナボポラッサルの手に落ちた。ニップル市もまた前620年に征服され、ナボポラッサルはアッシリア人をバビロニアから立ち退かせた。彼はアッシリア軍を追い払うことに成功したが、ウルやニップルのようないくつかのバビロニアの都市では前617年まで親アッシリアの派閥が残っていたため、ナボポラッサルによるバビロニアの完全な統合支配は遅くなった。バビロニアの戦いにおける現地衝突の最終局面は各地に荒廃をもたらし、餓死を免れるために親たちは子供を奴隷として売却することを余儀なくされた。

### アッシリアにおける戦闘
アッシリアによるバビロニア支配の終焉は、おそらくその時点ではアッシリア人は深刻に受け止めていなかった。戦闘は全てバビロニア内で行われており、その結果は新アッシリア時代におけるそれまでのアッシリアとバビロニアの衝突と同様に、未だ決定的なものではなかった。以前の反乱でもバビロニア人は時に一時的な優位を手にしており、その時点のアッシリア人はナボポラッサルの成功もそれと同じく「一時的な」困難としか認識していなかった。
前616年、ナボポラッサルが初めてアッシリアの領土に入り、ユーフラテス川に沿って現在のシリアの領域に軍を進めた。彼は進撃を続け、アッシリアの都市ヒンダヌ（Hindanu）を占領すると、次いでバリフ川に到達し、ガブリヌ市近傍でアッシリア軍を撃破した。ナボポラッサルはその後北進し、遠くハブール川まで到達した。アッシリア軍はこの脅威に対応すべく速やかに再編された。アッシリアの同盟国であったエジプトのファラオ、プサムテク1世は状況が切迫したものであることを認識し、シン・シャル・イシュクンを支援するため軍を進めた。プサムテク1世は直近の数年にわたりレヴァントの小都市国家群に対する支配を確立するため遠征を行っており、また自身の帝国と東方のバビロニアおよびメディアの緩衝国としてアッシリアが存続することを望んでいた。前616年10月、エジプトとアッシリアは共同でガブリヌ市占領を狙った遠征を行ったが失敗に終わり、その後のエジプト軍はユーフラテス川西方に滞留し、限定的な支援しか提供しなかった。そしてアッシリア軍とバビロニア軍は双方撤退したが、バビロニア人がヒンダヌ市を維持し、今やユーフラテス川中流域を支配下に置いた。これはバビロニアにとって重要な戦略的勝利であり、アッシリア軍のバビロニア侵攻の可能性を排除するナボポラッサルの計画の第一歩であった。アッシリア軍と同時にナボポラッサルが撤退したことは、バビロニア軍がまだアッシリアへの総攻撃を実行する準備を整えておらず、この時点での彼らの計画はアッシリアの征服と破壊ではなくバビロニアの独立の確保にあったことを示唆している。
前615年、ナボポラッサルはティグリス河畔でアッシリア軍を大敗させ、小ザブ川まで押し戻した。これにより、アッシリアとバビロニアの間に確立されていたティグリス川中流の緩衝地帯に対するアッシリアの支配は弱まり、バビロニアはアッシリア本国に直に接する土地を支配するようになった。

### アッシリア帝国の崩壊

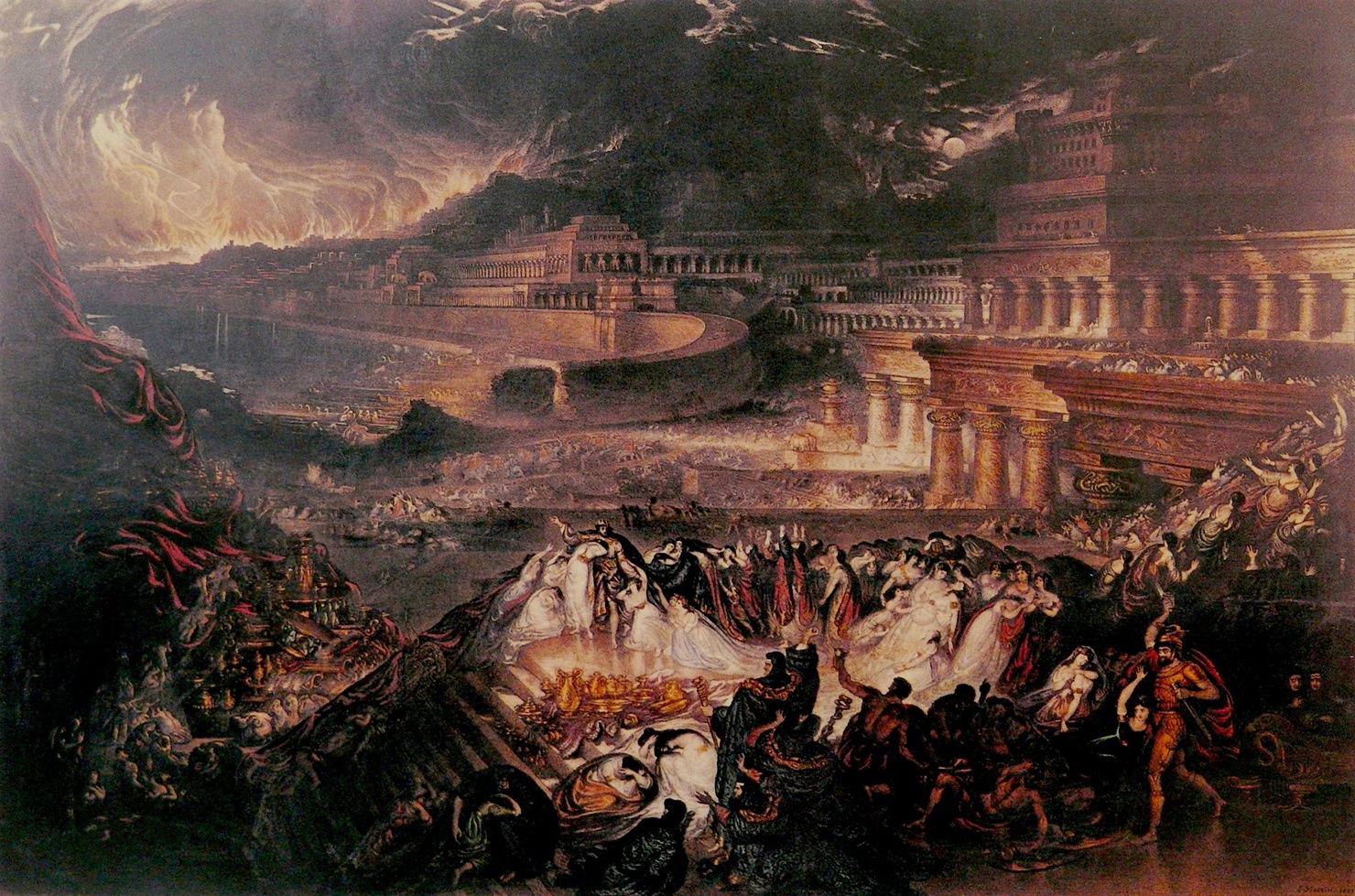
『ニネヴェの陥落（Fall of Nineveh）』ジョン・マーティン画（1829年）

前615年、ナボポラッサルとバビロニア軍はアッシリアの儀式的・宗教的中心であり、当時アッシリア帝国の最南端に残されていた都市であったアッシュル市を攻撃した。シン・シャル・イシュクンは速やかに軍を再編して反撃し、アッシュル市の包囲を解かせ、ナボポラッサルをタクリート（ティクリート）に撤退させた。シン・シャル・イシュクンはさらにタクリートでナボポラッサルを包囲したが、最終的にはこれを諦めなければならなかった。両国の戦闘はアッシリアが守勢に回る局面に移っていたが、この時点では一般的なメソポタミアの慣行に従って戦いが行われており、攻撃、反撃、後退があったものの、両者とも決定的な対決をする自信も、それを強要する手段も持ち合わせていなかった。敗北と後退を繰り返したにもかかわらず、アッシリア軍はなお強力であり、素早く展開することが可能であった。
前615年の末、または前614年、キュアクサレス統治下のメディア軍がアッシリアに侵入し、シン・シャル・イシュクンに対する遠征の準備としてアラプハ市周辺の地域を征服した。アッシリアとメディアの関係について論ずる古い史料は豊富に存在するが、キュアクサレスの侵攻に至る時代のものは現存しておらず、そのためメディアによる突然のアッシリア攻撃の政治的文脈・理由は不明である。恐らく、アッシリアとバビロニアの戦争がメディアの経済を混乱させ、直接的な攻撃を引き起こしたのであろう。
前614年7月または8月、メディア軍はカルフ（ニムルド）市とニネヴェ市に対する攻撃に取り掛かかり、タルビス市の占領に成功した。彼らは古代のアッシリアの中枢アッシュル市も包囲して占領することに成功し、略奪し多くの住民を殺害した。アッシュル市に対する残虐な略奪は全オリエントの人々に衝撃を与えた。アッシリアの敵であるバビロニアの年代記ですら、メディア人は不必要に残忍であると言い、「偉大なる民に恐るべき敗北を与え、彼らからひたすらに略奪した」と述べている。ナボポラッサルは略奪が開始された後になってからアッシュル市に到着し、キュアクサレスと面会し同盟を結んで反アッシリアの協定に署名した。バビロニアとメディアの条約はナボポラッサルの息子であり後継者のネブカドネザル2世とキュアクサレスの娘アミュティスの結婚を通じて確定された。アッシュル市の陥落後、冬の始まりと共にメディア軍とバビロニア軍は翌年のさらなる遠征のためにそれぞれの本国に帰還した。アッシリア人は彼らの置かれている状況の深刻さを認識していなかったように思われる。彼らはこの一時的な休戦帰還を利用して後退せず、防御姿勢に移ることもしなかった。ニムルド市の損害を修復することなく、民衆は市壁を解体して将来の改修工事の準備をした（この改修が実際に行われることは永遠になかった）。
アッシリアに敵を入れないためようにするため、シン・シャル・イシュクンは前613年にも攻勢を続け、当時アッシリアが支援していた現地部族の反乱鎮圧に従事していたナボポラッサルの軍勢をユーフラテス川中流で攻撃した。シン・シャル・イシュクンは包囲されていた反乱部族の都市ラヒル市を救援することに成功したが、ナボポラッサルの軍は戦闘が始まる前に撤退した。この頃、シン・シャル・イシュクンは自分の王国に降りかかった危機を遂に認識し、和平を求めてナボポラッサルに書簡を送った。シン・シャル・イシュクンはナボポラッサルにこれ以上の流血を避けることを嘆願し「彼の憤激する心を鎮める」べきであると書いた。しかし、ナボポラッサルは興味を示さなかった。シン・シャル・イシュクンはあまりに長く待っていたため、彼が提供できる物はバビロニアとメディアにとってはもはや戦闘によって確保可能なものでしかなかった。ナボポラッサルは厳しい返事を返し、その中で「余はニネヴェを根こそぎにし、その地の基礎を余は消し去る」と宣言した。これらの手紙を含む粘土板文書は現存しておらず、知られている文書は数世紀後のセレウコス朝時代に作られた粘土板から得られたものである。これらの手紙が実物のコピーであるのか、もっと古いオリジナルであるのか、あるいは完全な偽造品であるのかは議論のあるところである。
前612年4月、ナボポラッサルの治世14年目の始まり（バビロニア暦の新年は春分に最も近い新月の日に始まった）と共に、メディアとバビロニアの連合軍はニネヴェへと進軍した。シン・シャル・イシュクンは首都ニネヴェの最終的な防衛のために軍を集結させたが、この巨大な都市を守るには不十分であった。同年の7月から8月にかけて、アッシリアの首都ニネヴェはメディアとバビロニアの連合軍に包囲された。そして8月に城壁が突破され、凄惨な破壊が長期間行われた。街は略奪され、アッシリア王たちの肖像はばらばらにされ、10歳児までもが大量殺戮された後、ニネヴェ市全体が破壊され焼き払われた。シン・シャル・イシュクンの運命ははっきりとわからないが、ニネヴェでの防衛戦で死亡したとするのが一般的である。

## 遺産

### 後継者

前600年までの中東の政治地図。アッシリア（新アッシリア帝国）の領土はその滅亡によって新バビロニアとメディアによって分割された。

前614年のアッシュル市の破壊と前612年のニネヴェ市の破壊によって、アッシリア帝国は実質的に滅亡した。シン・シャル・イシュクンの地位は別のアッシリア王アッシュル・ウバリト2世によって継承された。彼は恐らくシン・シャル・イシュクンの息子であり、ニネヴェにあった前626年と前623年の碑文に登場する王太子と同一人物であると見られる。アッシュル・ウバリト2世は西方のハッラーン市で即位した。アッシュル市が破壊されていたことにより、アッシュル・ウバリト2世はアッシリア王の伝統的な戴冠式を行うことができなかっため、国家神アッシュルから王権を授かることができなかった。このため、彼の短い治世の間に残された碑文においては彼は臣下たちにとっての法的な君主ではなかったので、未だ王ではなく王太子として登場している。従ってアッシリア人にとってシン・シャル・イシュクンは真の意味での最後の王であった。
アッシュル・ウバリト2世は、ナボポラッサルが前610年にハッラーン市を攻撃すると逃亡に追い込まれ、その治世は3年しか続かなかった。そして、エジプト軍の支援を受けてアッシリア軍の残党がハッラーンの再占領を試みたがこれも失敗した。これを最後にアッシュル・ウバリト2世とその指揮下にあったアッシリア人たちは歴史から姿を消し、バビロニアの史料に再び登場することはなかった。
『旧約聖書』「ナホム書」では「預言として」ニネヴェの陥落が述べられているが、それがいつ書かれたものであるのかは不明である。早ければ前660年代のアッシュルバニパルによるエジプト遠征中に書かれた可能性もあり、また遅ければニネヴェ市が実際に陥落した頃に書かれた可能性もある。もし前612年頃にこれが書かれたとするならば、登場する「アッシリア王」はシン・シャル・イシュクンであることになる。
アッスリヤの王よ、あなたの牧者は眠り、あなたの貴族はまどろむ。あなたの民は山の上に散らされ、これを集める者はない。—ナホム書3:18

### アッシリア滅亡の原因
アッシリア（新アッシリア帝国）とその文明が滅亡した原因として、アッシュル・エティル・イラニとシン・シャル・イシュクンの王位継承の争いがアッシリアを弱体化させたという理由が最も一般的に広まっている考えの一つであるが、これを事実であることを裏付けるような同時代史料は無い。この兄弟の争いに触れた碑文史料は存在しない。アッシュル・エティル・イラニとシン・シャル・イシュクンの即位直後にはいずれも反乱が発生しているが、これらは小規模であり速やかに処理されている。アッシリアの王位候補者間の長引く内戦がアッシリアの滅亡の原因となったわけではない。
シン・シャル・イシュクンの治世におけるアッシリアの滅亡の原因は、アッシリアが初めて南部メソポタミアを征服して以来歴代の王が悩まされてきた「バビロニア問題（Babylonian problem）」を解決できなかったことである可能性が高い。絶え間なく続くバビロニアの反乱を様々な方法を用いて解決しようとサルゴン王朝の王たちは多くのことを試みた。センナケリブはバビロン市を破壊し、エサルハドンはそれを再建した。にもかかわらず、反乱と暴動は常に発生し続けた。ナボポラッサルの反乱はアッシリア人に対するバビロニア人の反乱の長い歴史の最後の一コマであり、シン・シャル・イシュクンはそれを何年にもわたる挑戦にもかかわらず押しとどめることができなかった。このことがアッシリアの命運を決定づけた。新バビロニアの脅威とメディアの勃興（アッシリアは長年にわたりメディアに繰り返し遠征を行い、統一勢力の形成を阻止しようと試みていた）が、最終的にはアッシリアの崩壊へと繋がっていった'。
アッシリアの破滅的な敗北の原因をアッシリア軍の弱体化と無能な王に求めるのは簡単であるが、シン・シャル・イシュクンが無能な支配者であったことを示すような証拠は存在しない。アッシリアは500年にわたり本国への侵攻を受けておらず、外国からの本国に対する攻撃への備えができていなかった。彼らの経験において必要とされていなかったため、防衛計画は存在していなかった。シン・シャル・イシュクンは防衛に軍を用いることはなく、繰り返し攻勢を続けていたが、これはアッシリアの戦争の伝統的な方法に完全に忠実なものであった。彼は敵国の反乱を支援し、側面作戦を用い、敵陣の一点に集中して攻撃を行うことで敵に挑むという、かつての祖先たちが用いて成功した実績のある原則に従った。恐らく彼は別の戦術を用いることはなかった。アッシリア人の思考法を考慮すれば、彼は有能な軍事指導者であり、軍を合理的かつ戦略的に配備していた。通常の戦争ならば彼は勝利者となっていたかもしれない。しかし彼には、敵国を征服するための戦争ではなく、また数に勝り自国を破壊しようとする敵に対する防衛を続ける備えが全くできていなかった。

## 称号
ニネヴェにおける建築活動を記念するシン・シャル・イシュクンの碑文では彼の称号は次のようになる。
シン・シャル・イシュクン、大王、強き王、世界の王、[欠落]、アッシュル神とニンリル神に選ばれし者、マルドゥク神とサルパニトゥム神に愛されし者、[欠落]の心に親しき者、ナブー神とマルドゥク神に確固として選ばれし者、[欠落]の寵愛を受けし者、アッシュル神、ニンリル神、ベール、ナブー神、シン神、ニン・ガル神、ニネヴェのイシュタル神、アルベラのイシュタル神が彼の同胞の中から確かな好意を向け、全ての大都市で王権を授けた者。全ての聖域の聖職と全ての民の支配のために、神々の庇護はもたらされ続ける。父母のように、敵を屠り、敵を弱くし、[欠落]世界の支配と全ての[欠落]の中の支配者の冠を授けられた者、万物の守護者たるナブー神が、彼の臣民を導くためにその手に王笏と正義の杖[欠落]を置いた者。
神殿の再建を記念する別の碑文では、シン・シャル・イシュクンは彼の祖先に触れている。
大王、強き王、世界の王、アッシリアの王、シン・シャル・イシュクン。大王、強き王、世界の王、アッシリアの王、バビロンの副王、シュメールとアッカドの王、アッシュル・バニ・アプリ（アッシュルバニパル）の子。大王、強き王、世界の王、アッシリアの王、バビロンの副王、シュメールとアッカドの王、アッシュル・アハ・イディナ（エサルハドン）の孫。大王、強き王、世界の王、アッシリアの王、無比の王子、シン・アヘ・エリバ（センナケリブ）の曾孫、大王、強き王、世界の王、アッシリアの王、バビロンの副王、シュメールとアッカドの王、シャル・キン（サルゴン2世）の裔。